# Antoine Béthouart
Marie Émile Antoine Béthouart (Dole (Jura), 17 december 1889 – Fréjus, 17 oktober 1982) was een Franse generaal die diende in de Eerste Wereldoorlog en de Tweede Wereldoorlog.

## Biografie
Béthouart studeerde af aan de École Spéciale Militaire de Saint-Cyr en diende tijdens de Eerste Wereldoorlog als een pelotonaanvoerder in de 159ste Alpen Infanterieregiment. Na de Eerste Wereldoorlog diende hij als adviseur bij het Joegoslavisch leger en werd benoemd tot Instructeur op de École de guerre.
In 1937 werd hij bevorderd tot kolonel en werd in januari 1940 bevorderd tot général de brigade. Deze bevordering werd in april 1941 definitief en werd gevolgd door de bevordering tot général de division in december 1942. Béthouart werd in november 1943 opnieuw bevorderd tot général de corps d’armée en in 1948 werd hij bevorderd tot Général d'Armée.
Béthouart voerde in 1940 tijdens de campagne in Noorwegen het bevel over de 1e Division of Chasseurs. In deze hoedanigheid was hij betrokken bij gevechten in het gebied van Narvik.
Béthouart voerde in Marokko het bevel over de Casablanca Divisie en stond de geallieerden bij om de Franse troepen in Noord-Afrika over te halen om zich bij de geallieerden aan te sluiten. Hij werd op 10 november 1942 door de autoriteiten van Vichy gearresteerd en op 14 november bevrijd door de geallieerde troepen. Béthouart diende daarna van november 1942 tot december 1943 als hoofd van de Franse militaire missie in Washington en daarna van april 1944 tot augustus 1944 als chef-staf van de (Franse) Comité voor Nationale Defensie in Algiers. In augustus 1944 diende Béthouart als stafchef van Armée B, later bekend als het Franse Eerste Leger.
Op 1 september 1944 nam Béthouart het bevel over van het Franse Eerste Korps in Armée B. Hij vocht met 140.000 man in de Elzas maar werd beroemd met zijn korps voor zijn aandeel in het offensief in Duitsland. Zijn korps was de eerste van de geallieerde eenheden die de Donau bereikten en Oostenrijk binnenrukten. Zijn korps nam 101.556 Duitsers tijdens de campagne van de bevrijding van Frankrijk tot de invasie in Duitsland krijgsgevangen.
In de naoorlogse jaren diende Béthouart tussen 1946 en 1950 eerst als chef van de Franse bezettingstroepen in Oostenrijk en daarna als hoge commissaris voor Frankrijk in Oostenrijk. De Franse bezettingszone in Oostenrijk bestond uit de deelstaten Tirol en Vorarlberg. In de Franse sector van Wenen, richtte hij de Franse Lyceum van Wenen op.
Béthouart diende van 1955 tot 1971 als senator voor overzeese Franse burgers. Hij overleed in Fréjus op 17 oktober 1982 en werd begraven in Rue.

## Onderscheidingen
- Legioen van Eer
  - Grootkruis[1]
  - Grootofficier
  - Commandeur
  - Officier
  - Ridder
- Médaille militaire[1]
- Orde van de Bevrijding op 7 juli 1945[1]
- Croix de guerre 1914-1918 met 3 Palmen[1]
- Croix de guerre 1939-1945[1]
- Croix du combattant volontaire 1914-1918[1]
- Herinneringsmedaille van de Slag om Verdun[1]
- Lid in de Orde van het Bad (Verenigd Koninkrijk)[1]
- Officer in het Legioen van Verdienste (USA)[1]
- Zilveren medaille voor Dapperheid (Italië)[1]
- Oorlogskruis 1914-1918 (Italië)[1]
- Grootofficier in de Kroonorde (België)[1]
- Oorlogskruis 1940-1945 (België)[1]
- Oorlogskruis (Noorwegen)[1]
- Grootkruis in de Orde van Sint-Olaf (Noorwegen)[1]
- Grootkruis in de Virtuti Militari (Polen)[1]
- Ster van de Overwinning (Tsjecho-Slowakije)[1]
- Commandeur in de Orde van de Witte Leeuw (Tsjecho-Slowakije) op 31 maart 1938[2][1]
- Oorlogskruis 1939-1945 (Tsjecho-Slowakije)[1]
- Grootofficier in de Orde van Sint-Sava (Joegoslavië)[1]
- Commandeur in de Orde van de Witte Adelaar (Joegoslavië)[1]
- Commandeur in de Orde van de Kroon (Joegoslavië)[1]
- Grootkruis in de Orde van Verdienste "Pro Merito Melitense" (Malta)[1]
- Grootkruis in de Orde van Verdienste van de Bondsrepubliek Duitsland (Duitsland)[1]
- Sherifien Orde van Militaire Verdienste (Marokko)[1]
- Grootkruis in de Orde van Sharifian Alawaidis (Marokko)[1]
- Grootkruis in de Orde van de Glorie (Tunesië)[1]
- Ridder van de Orde van de Witte Roos (Finland)[1]